# Ilmenauer Friedhof

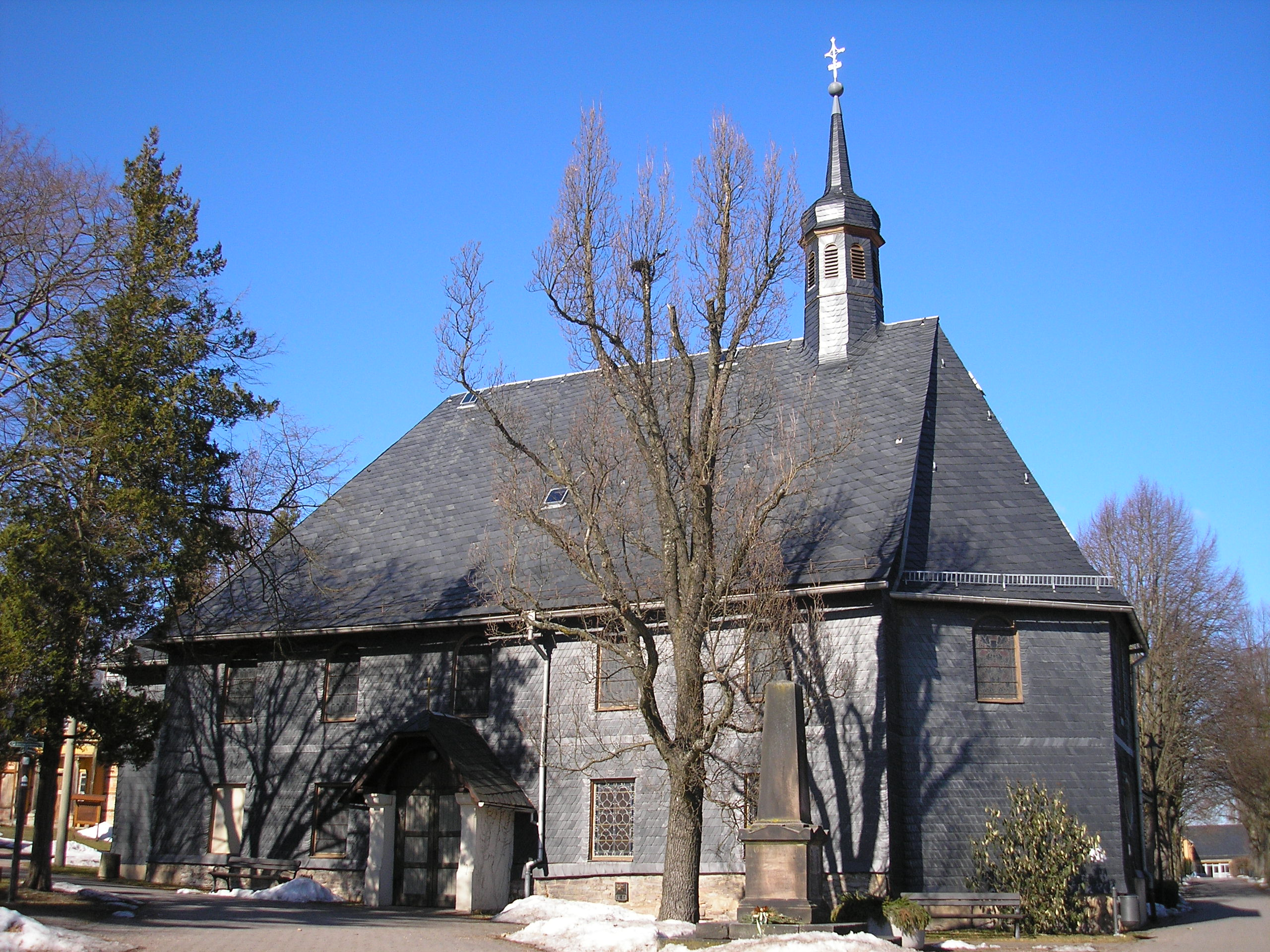
Kreuzkirche

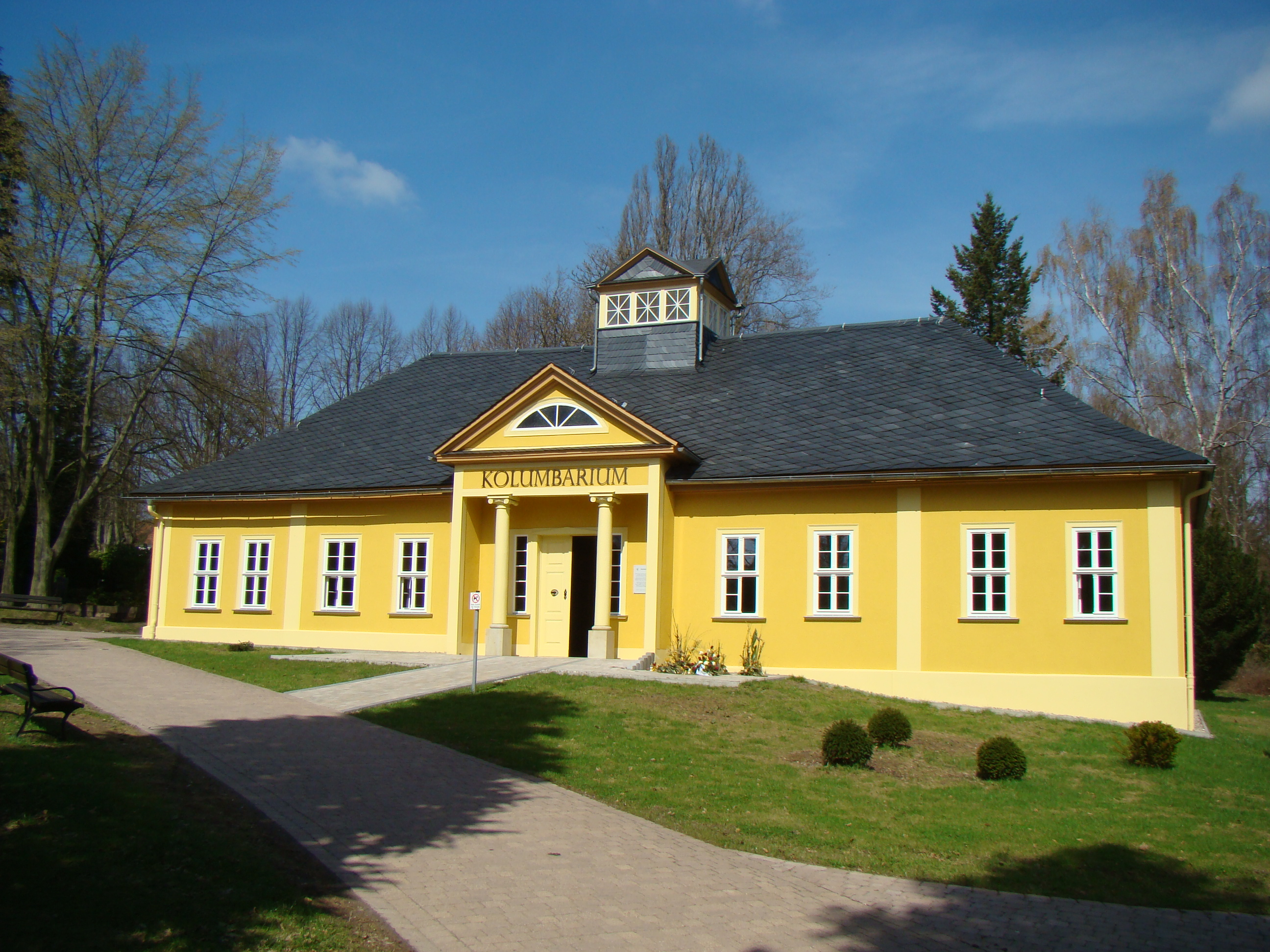
Alte Feierhalle, heute Kolumbarium

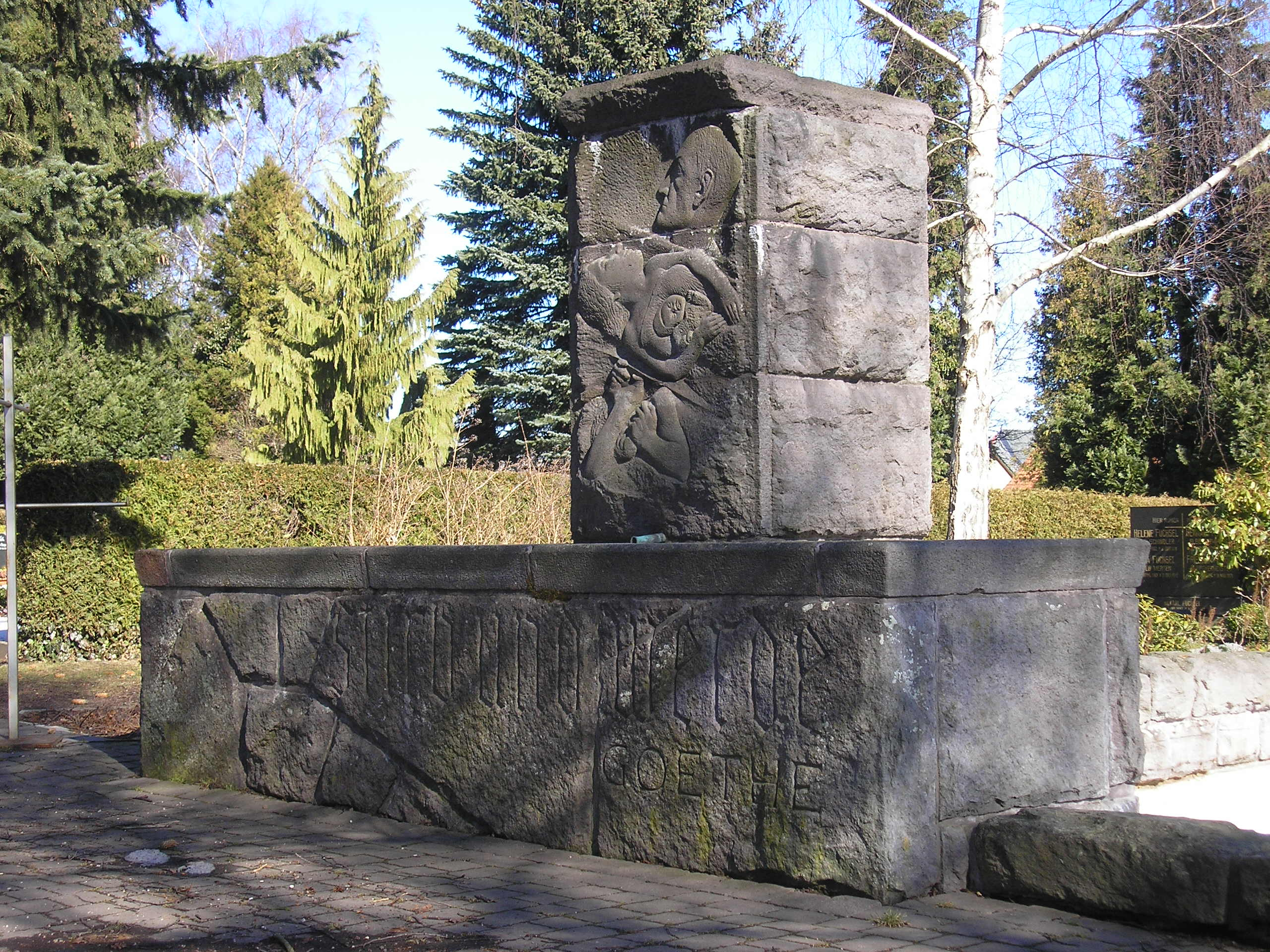
Goethebrunnen von 1932

Der Ilmenauer Friedhof ist der einzige Friedhof in der Kernstadt von Ilmenau im Ilm-Kreis (Thüringen). Er liegt im Norden der Stadt zwischen der Erfurter Straße im Süden und dem Tal des Rottenbachs im Norden und ist etwa 5 ha groß. Er ist kein kirchlicher, sondern ein kommunaler Friedhof. Daneben haben fast alle Ilmenauer Ortsteile eigene Friedhöfe.

## Geschichte
Der Friedhof existiert seit 1633 an jetziger Stelle. Vorher wurden die Toten in unmittelbarer Nähe der Stadtkirche (St. Jakobus) beerdigt.

## Anlagen
Der Friedhof gliedert sich in einen historischen vorderen Teil und einen normalen hinteren Teil. Auf dem historischen Friedhof befinden sich die Gräber der Schauspielerin Corona Schröter, des Schriftstellers Friedrich Hofmann, des Bergrats Johann Karl Wilhelm Voigt, des Industriellen Gustav Richard Fischer und des Politikers Albert Pulvers sowie weiteren bekannten Persönlichkeiten. Darüber hinaus befinden sich dort zahlreiche kunstvolle Grabsteine aus dem 18. Jahrhundert (meist steinerne, reich verzierte Urnen auf einem etwa einen Meter hohen Sockel).
Die Kreuzkirche (auch Friedhofskirche genannt) zwischen dem vorderen und dem hinteren Friedhofsteil stammt aus dem Jahr 1852 und ist komplett verschiefert. Sie dient heute vor allem für Trauergottesdienste, aber auch für andere Veranstaltungen (Konzerte etc.). Ein Vorgängerbau stand hier bereits seit etwa 1630. Dieser diente in der Zeit nach dem großen Stadtbrand von 1752 bis etwa 1760 als Raum für die normalen Gottesdienste in Ilmenau, da St. Jakobus vom Feuer zerstört worden war. 
Die Alte Feierhalle neben der Kreuzkirche wurde 1836 im klassizistischen Stil nach Plänen des späteren Bürgermeisters Johann Christian Hertzer erbaut und diente zunächst als Leichenhalle, für Trauerfeiern und als Wohnung für den Totengräber. Das Gebäude wurde mehrfach erweitert, u. a. 1922 um ein Krematorium auf der Nordseite. Seit dem Bau der Neuen Trauerhalle 1982 wurde die Alte Feierhalle nicht mehr für Trauerfeiern benötigt. 1991 gab man auch den Betrieb des Krematoriums auf, der Krematoriumsanbau wurde 1995 abgerissen. Auch der Abriss der Alten Feierhalle war bereits geplant, doch wurde das Gebäude auf die Initiative des Heimatgeschichtlichen Vereins und des Stadtrats von Ilmenau ab 1999 gesichert und 2011/12 zum Kolumbarium umgebaut.
Auf dem Friedhof befindet sich auch ein Ehrenhain mit Gedenkstein für 78 sowjetische, polnische und Zwangsarbeiter unbekannter Nationalität, die im Zweiten Weltkrieg in Betrieben und Einrichtungen von Ilmenau und Umgebung arbeiten mussten und zumeist an Entbehrungen oder Misshandlungen starben. Daneben bestehen Denkmale für Kriegsgefallene vom Deutsch-Französischen Krieg 1871, dem Ersten Weltkrieg und dem Zweiten Weltkrieg.
Der Friedhof ist eine Station des Goethewanderwegs rund um Ilmenau. Im Weltgoethejahr 1932 wurde auf dem Friedhof der Goethebrunnen nach Plänen des städtischen Bautechnikers Eberhardt Stachura (1906–1986) eingeweiht. Den künstlerischen Schmuck des Brunnens mit der Darstellung einer toten Mutter, über der sich ein durch den Tod geläuterter Mensch aufrichtet, schuf der Bildhauer und Bauhaus-Schüler Wilhelm Löber (1903–1981). Das Schmuckrelief galt in der Zeit des Nationalsozialismus als Entartete Kunst und war zeitweilig mit Brettern verhüllt. Heute zählt es zu den bedeutenden Bauhaus-Denkmälern in Thüringen.

## Bedeutende Gräber

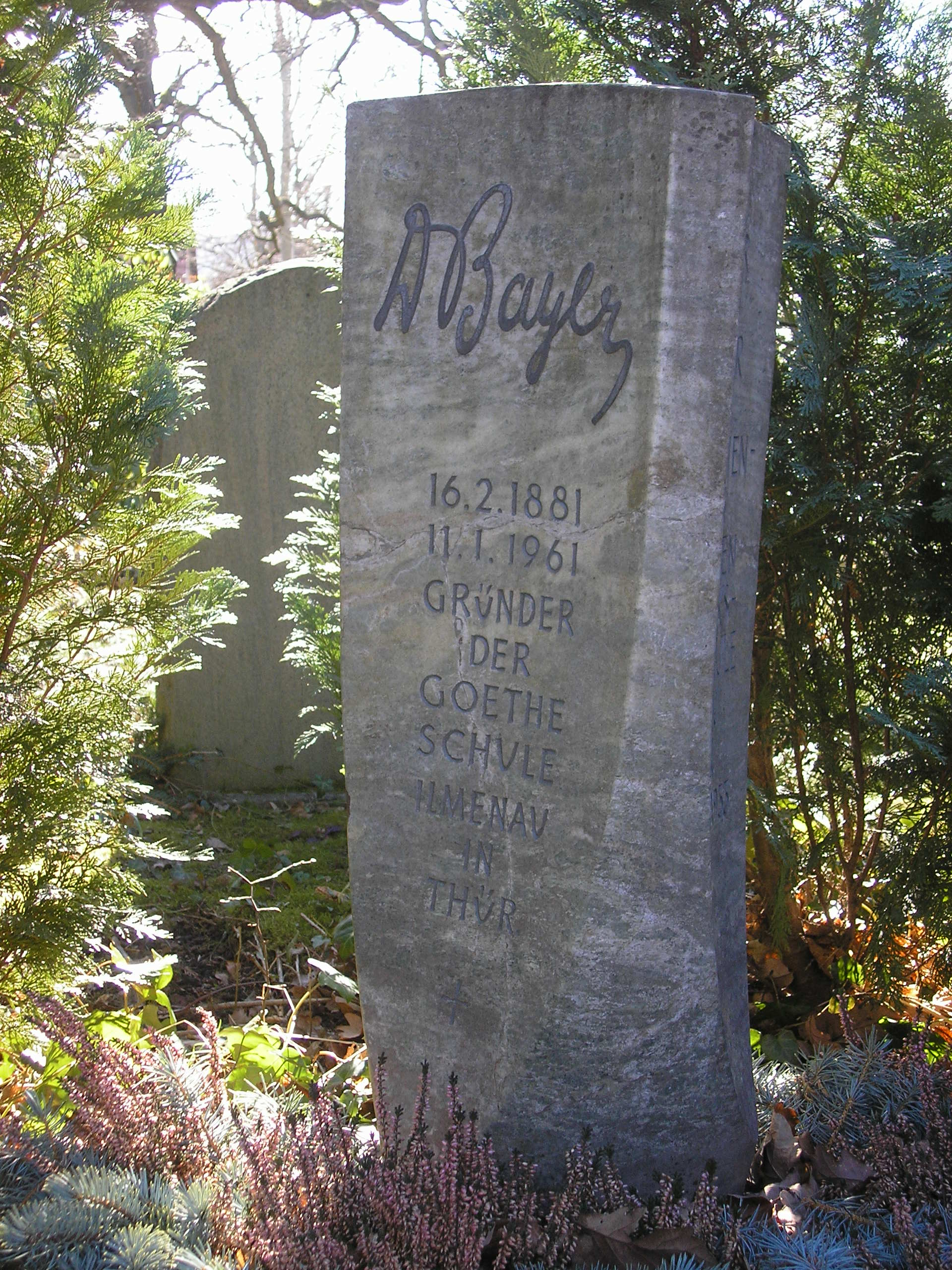
Dr. Bayer, Gründer der Goetheschule
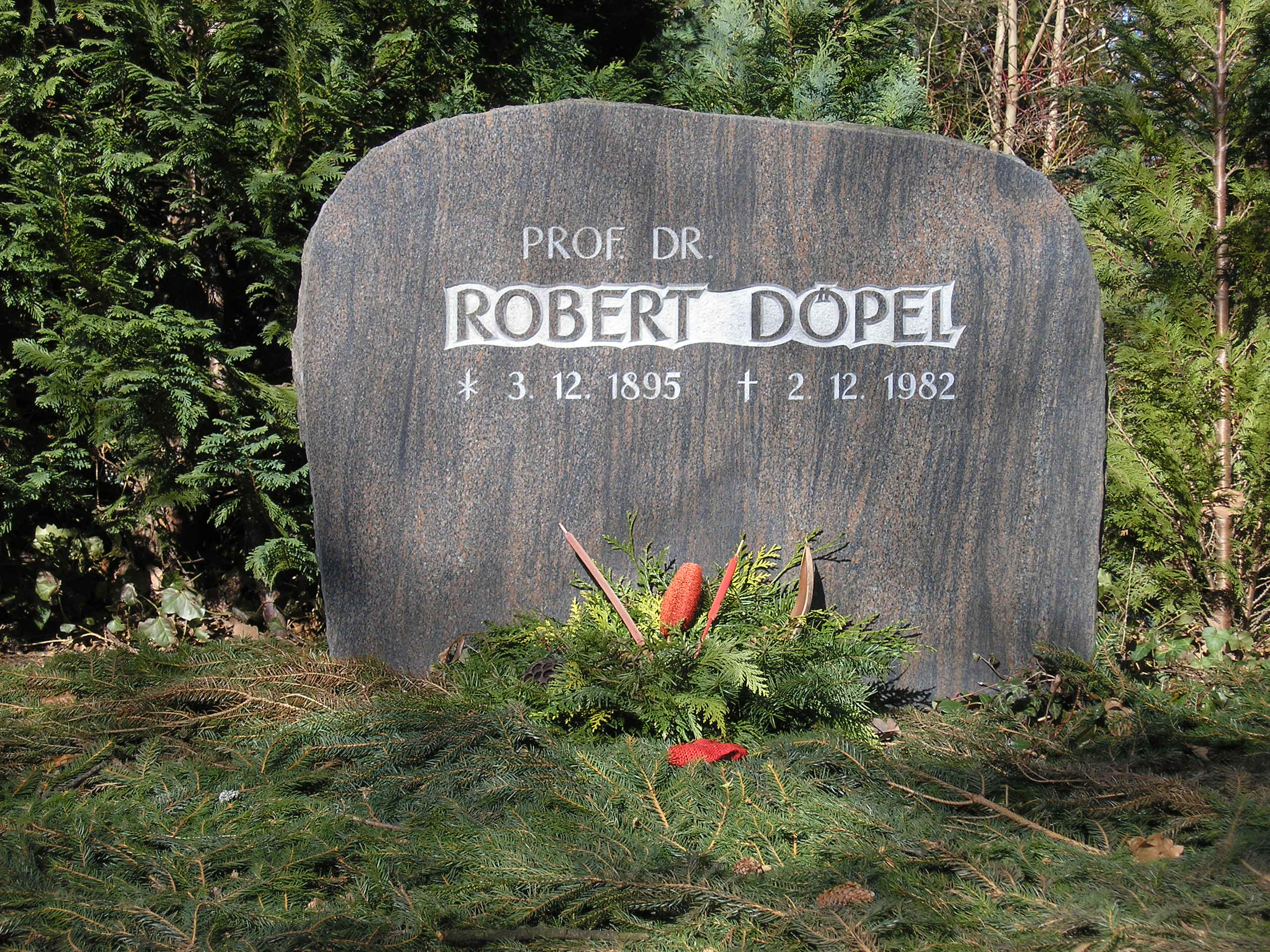
Robert Döpel, Kernphysiker
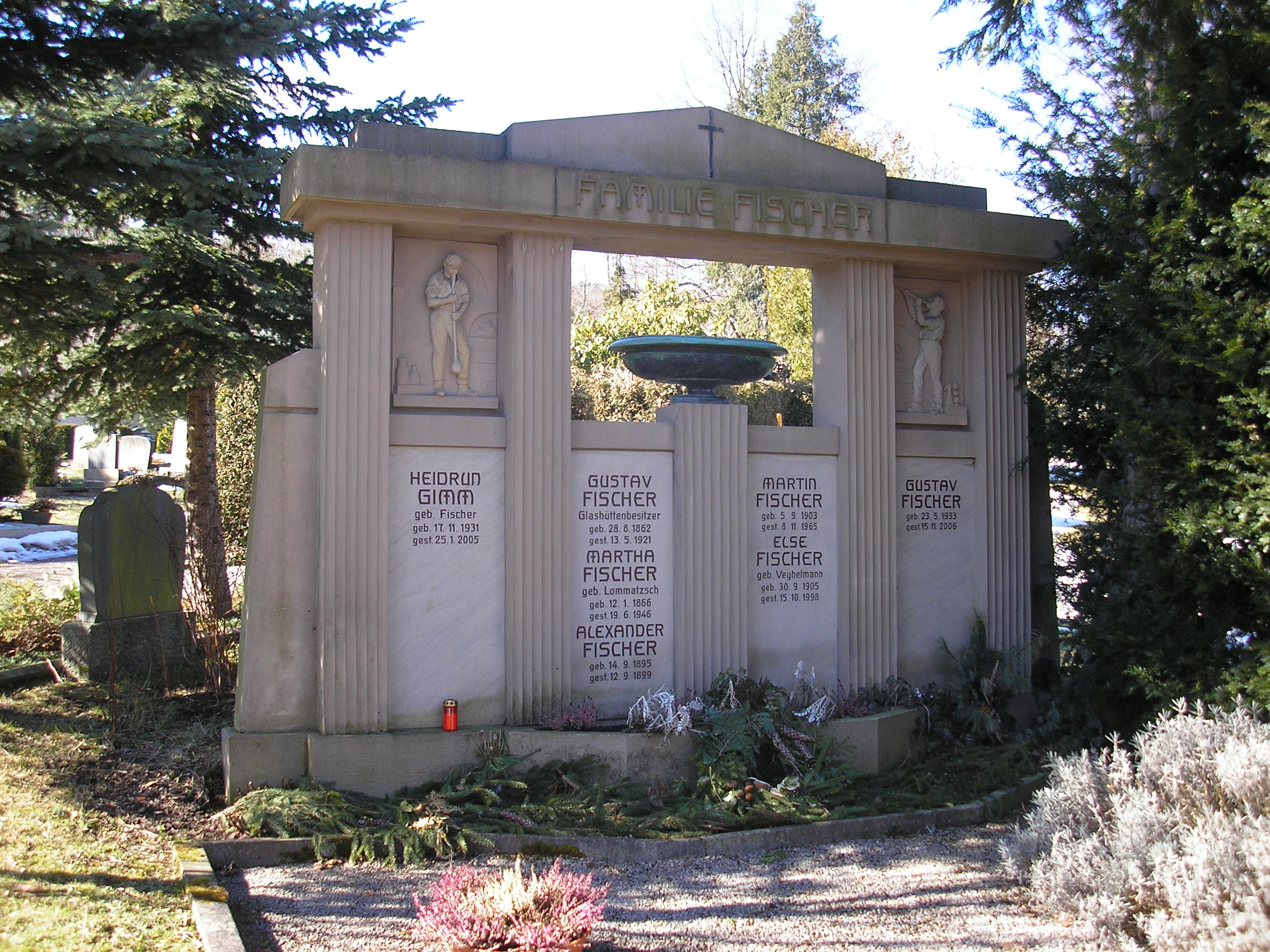
Gustav Richard Fischer, Gründer der Fischerhütte
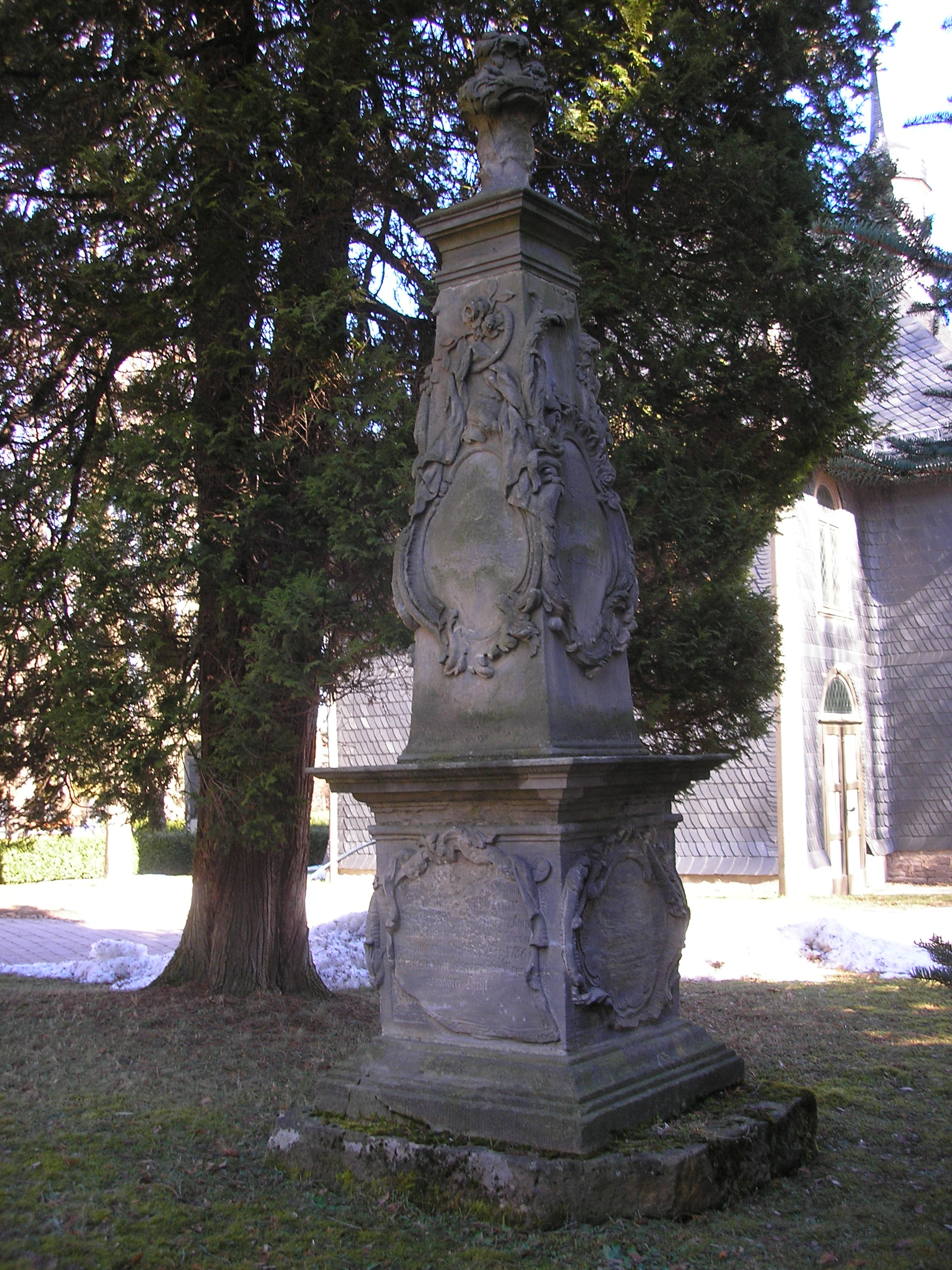
Johann Gottfried Leffler
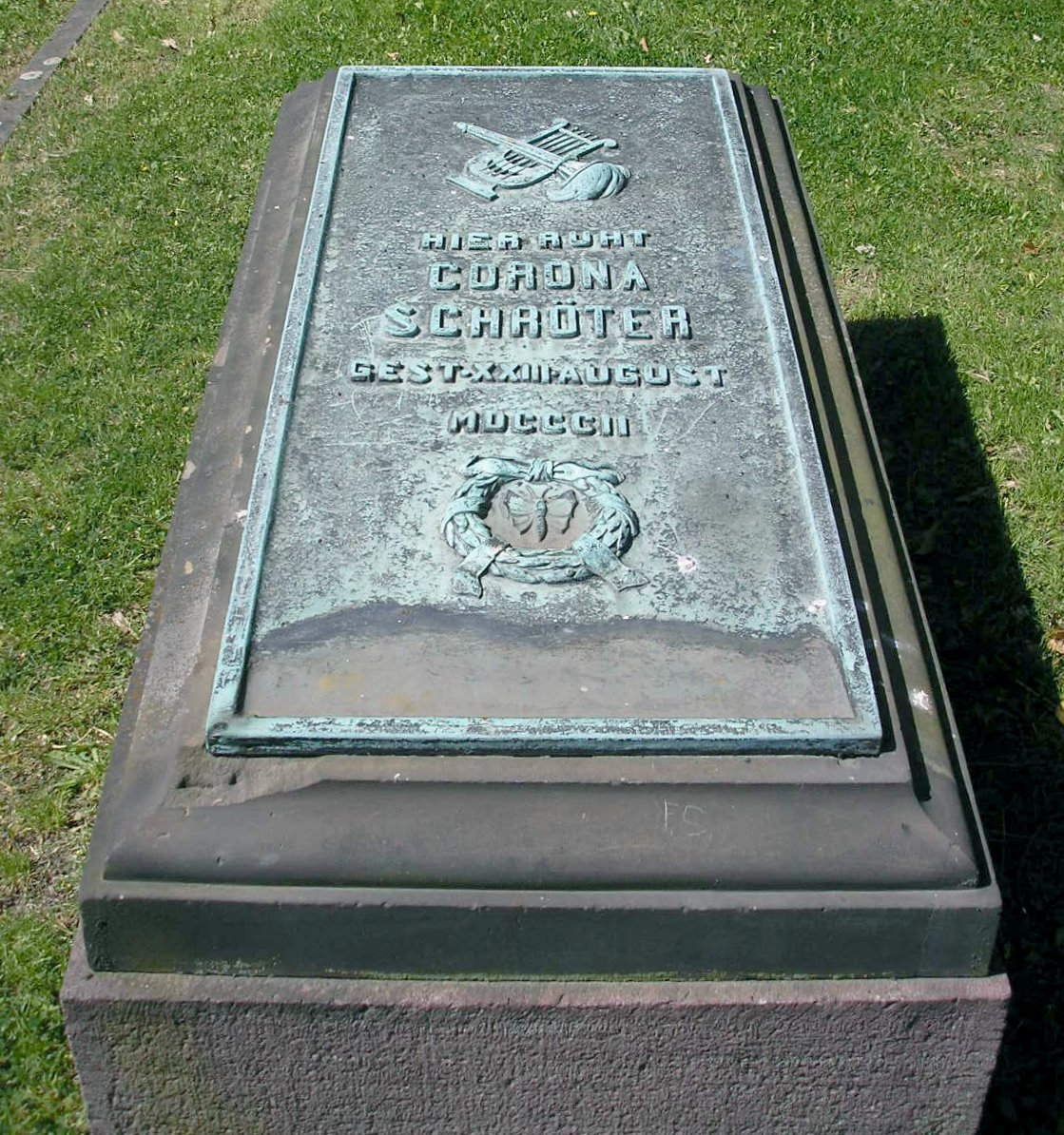
Corona Schröter, Schauspielerin
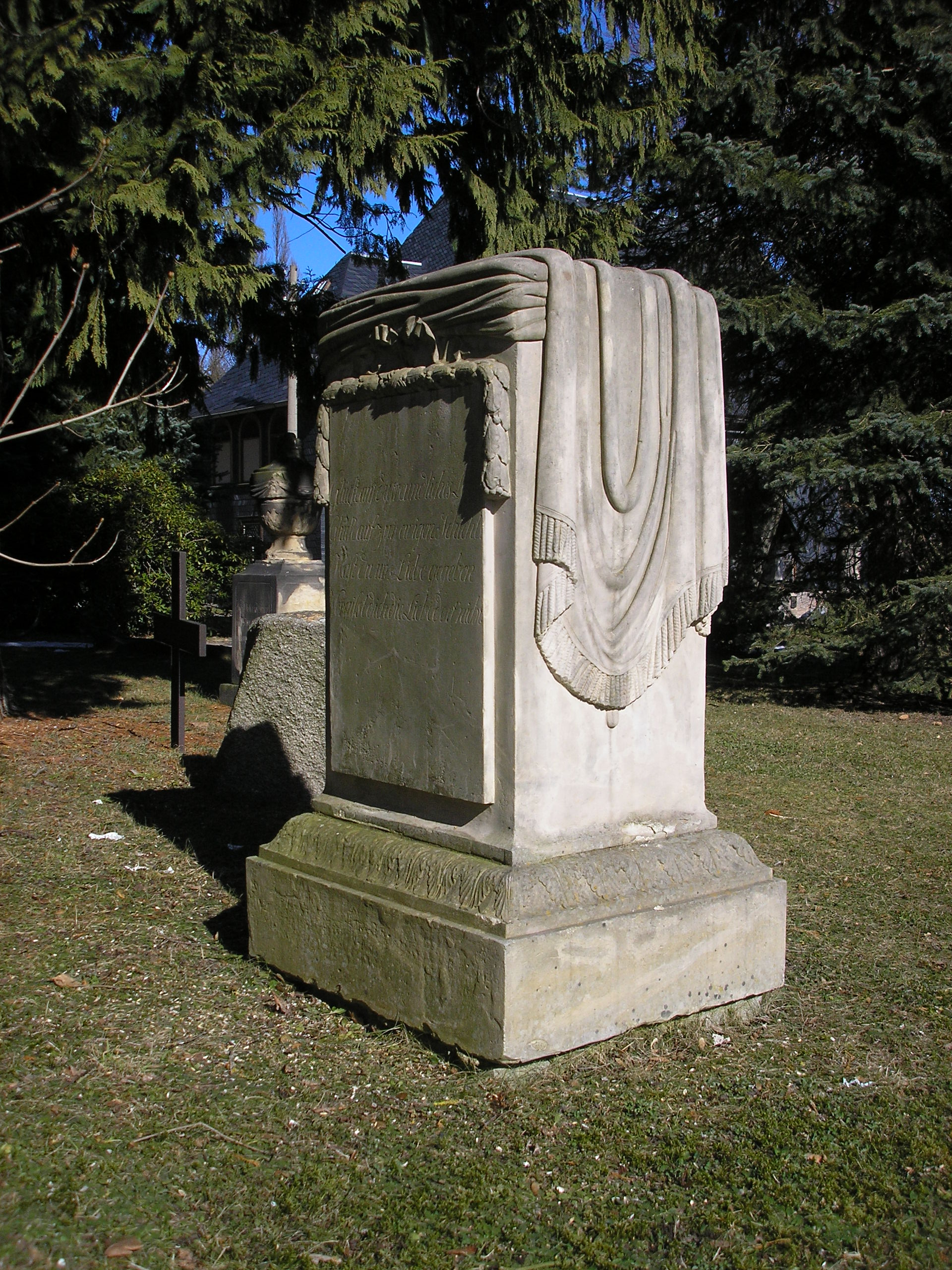
Johann Karl Wilhelm Voigt, Bergrat

### Kriegerdenkmale

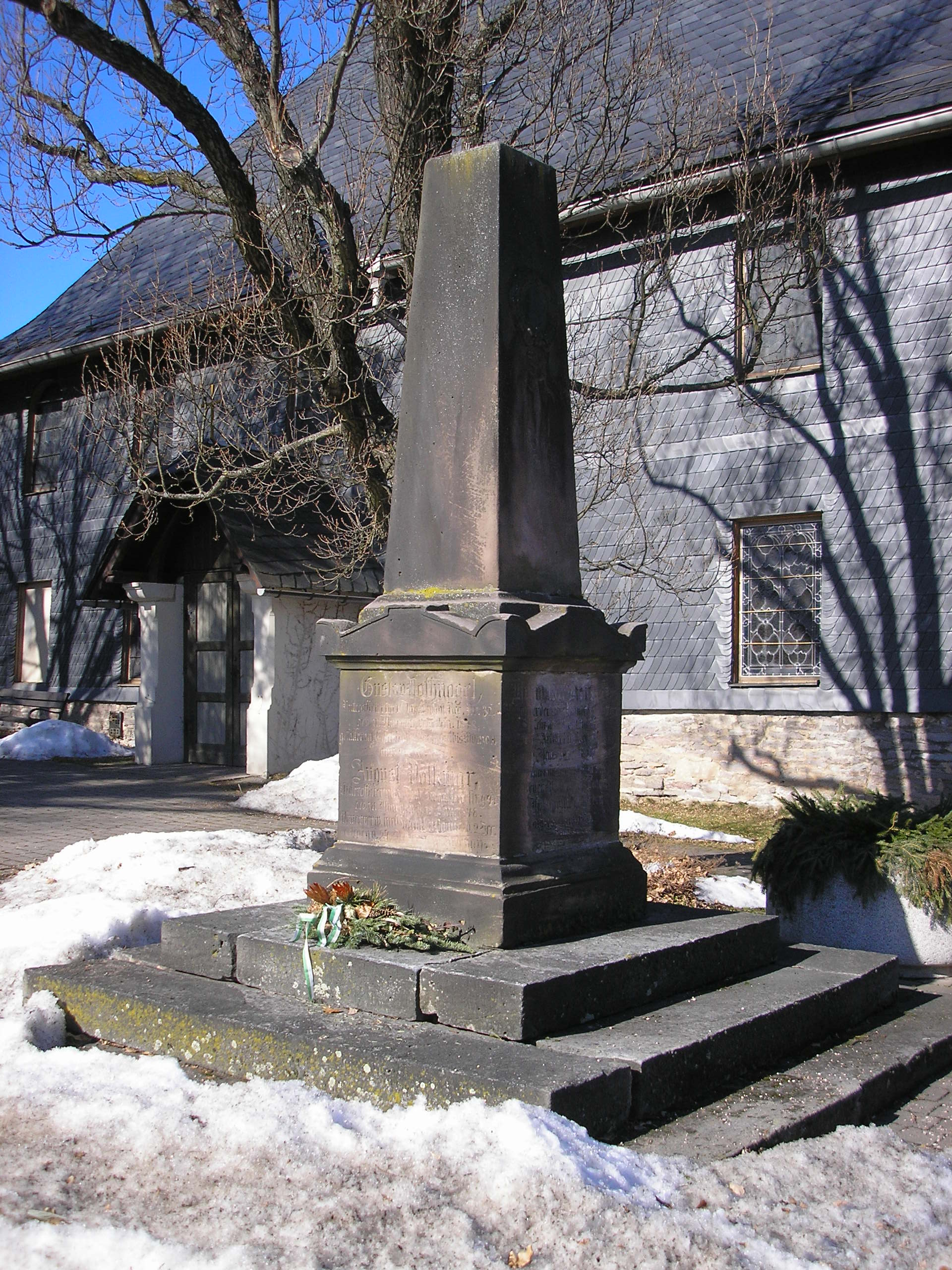
Deutsch-Französischer Krieg 1871
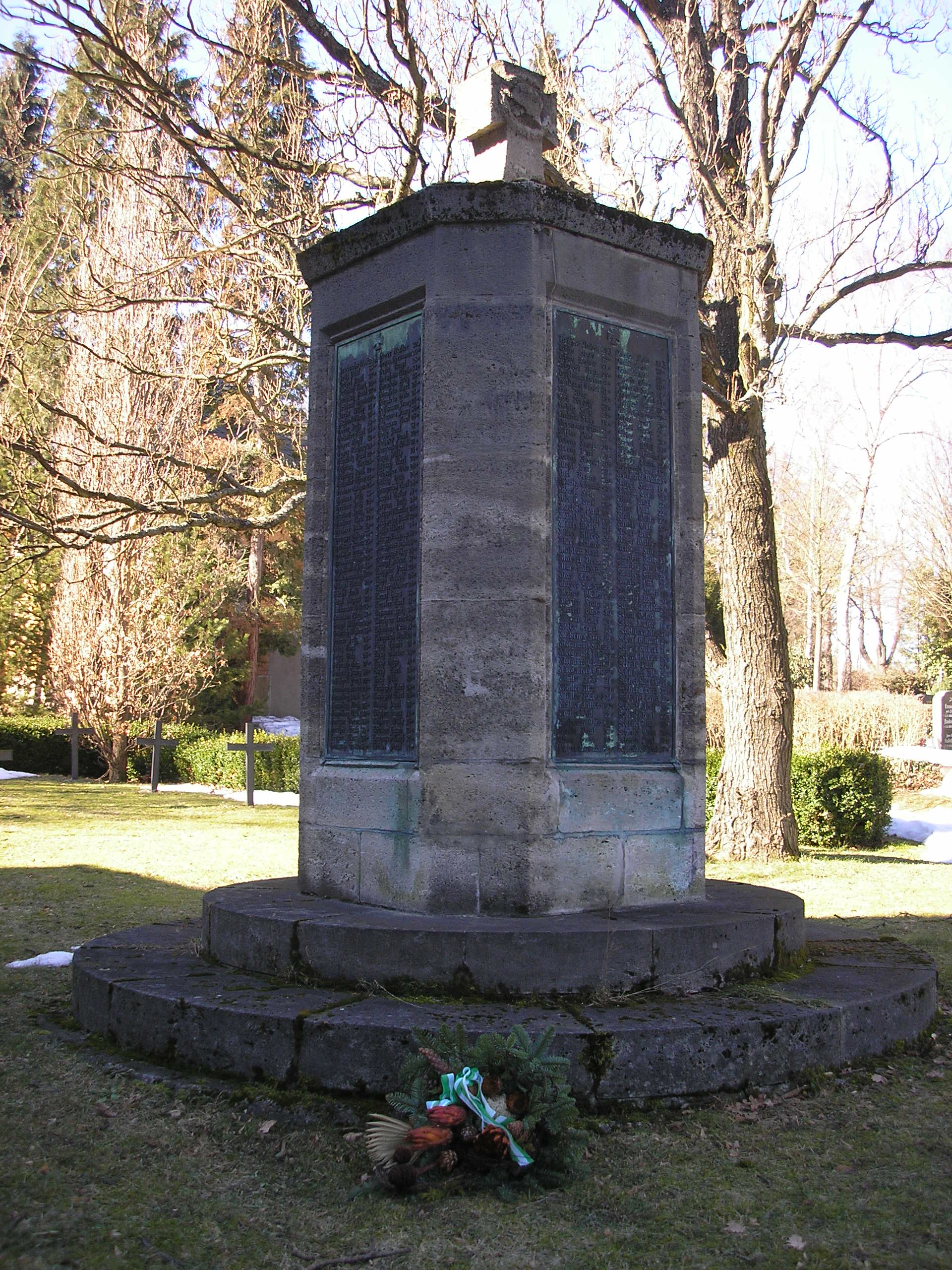
Erster Weltkrieg
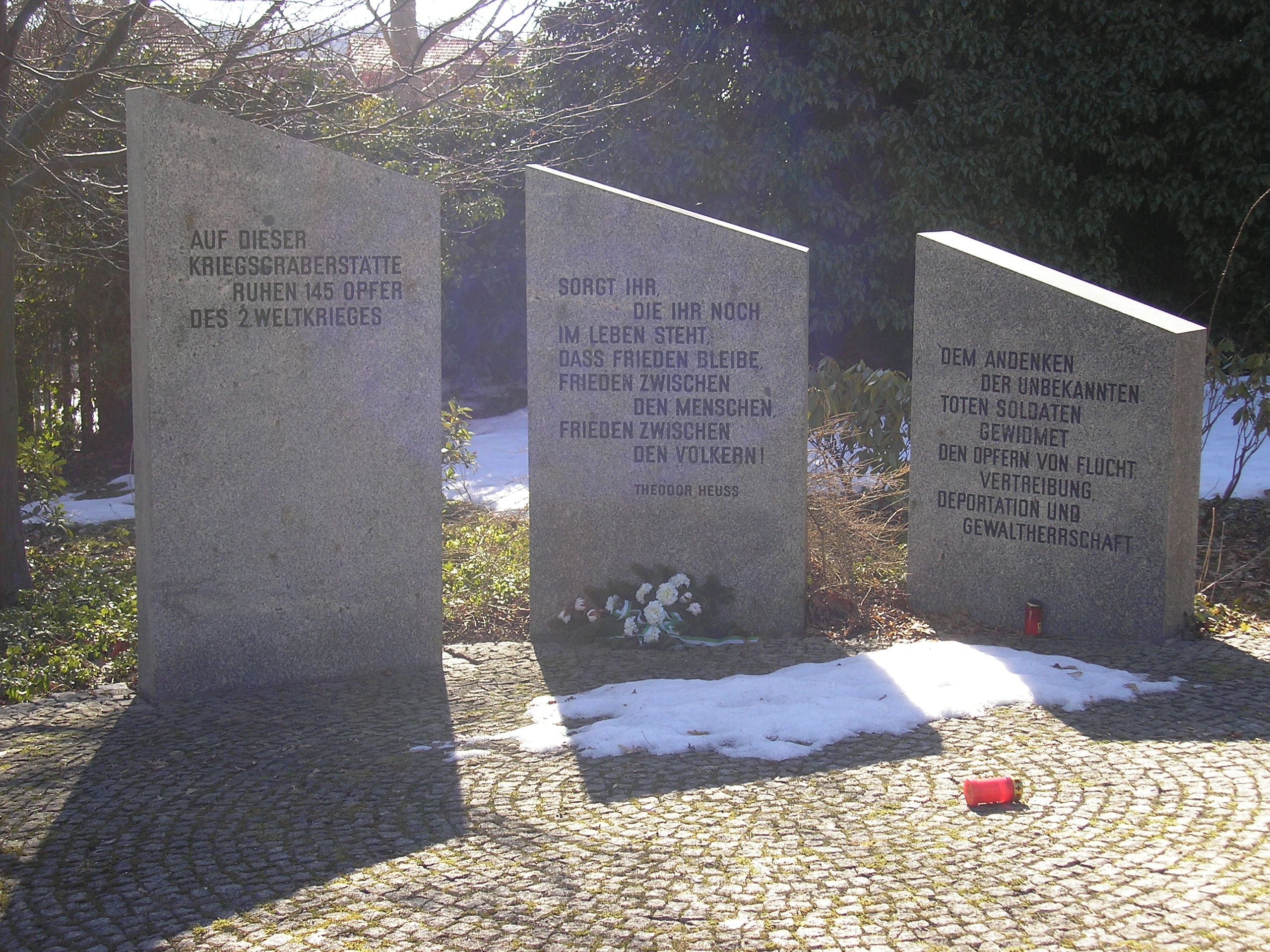
Zweiter Weltkrieg
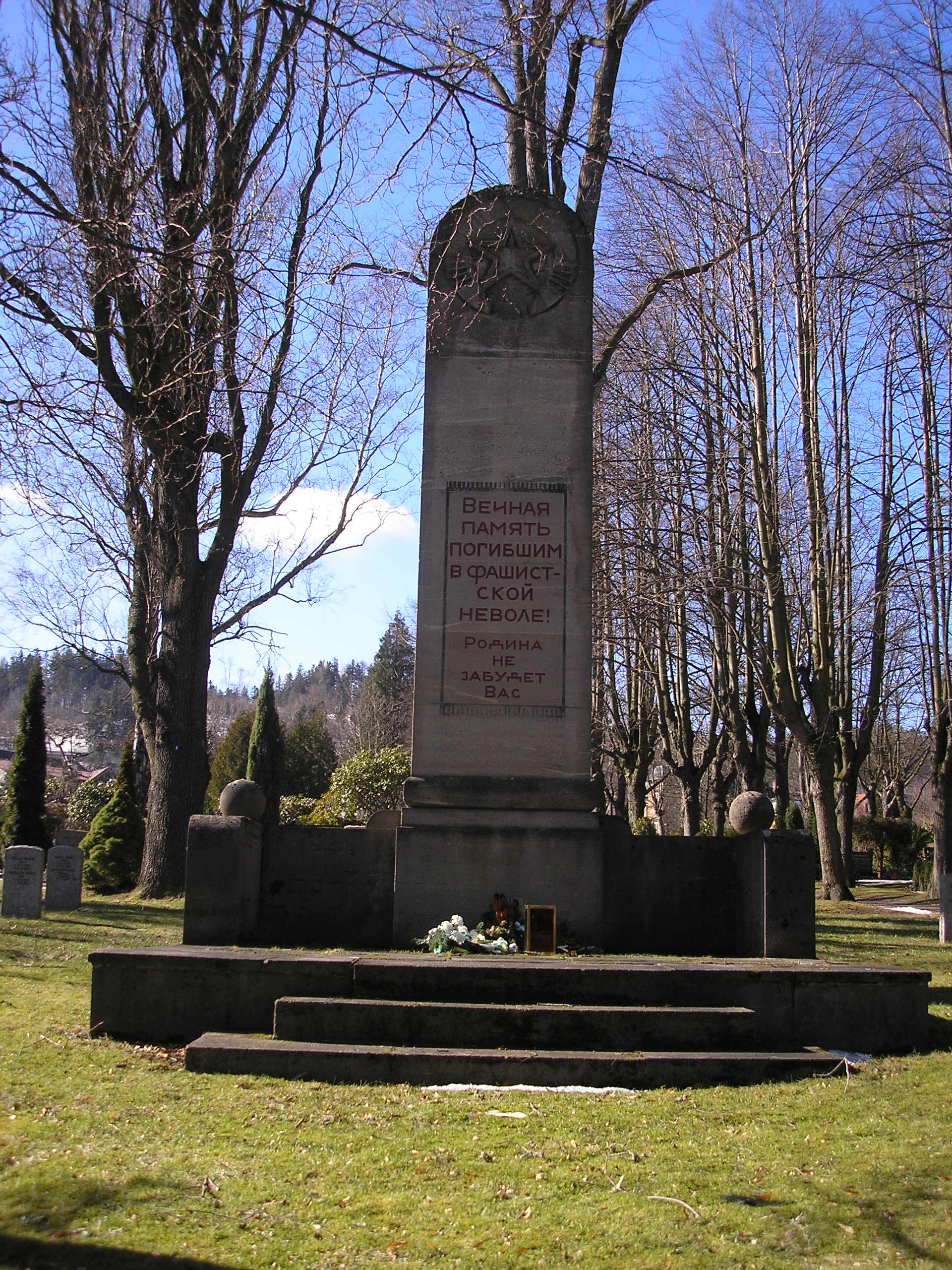
Zweiter Weltkrieg, sowjetisches Ehrenmal